# SV Prakash
El SV Prakash es un equipo de fútbol de Surinam que juega en la SVB Lidbondentoernooi, la tercera división de fútbol en el país.

## Historia
Fue fundado en la ciudad de Nieuw Nickerie por su propietario Balkaran ‘Balie’ Mangroe, y ha participado en todas las ligas de fútbol de Surinam, incluyendo la SVB Hoofdklasse (primera categoría), aunque juega en la categoría distrital desde el año 2008.
A nivel internacional ha participado en un torneo continental, en la Copa de Campeones de la Concacaf 1996, donde fue eliminado en la segunda ronda por el SV Transvaal de Surinam.

## Palmarés
- SVB Randdistrictentoernooi: 1

1990

## Participación en competiciones de la Concacaf
| Temporada | Torneo                           | Ronda | Club         | Casa | Visita | Global |
| --------- | -------------------------------- | ----- | ------------ | ---- | ------ | ------ |
| 1996      | Copa de Campeones de la Concacaf | 1     | US Sinnamary | 0-0  | w.o.1  | 0-0    |
| 1996      | Copa de Campeones de la Concacaf | 2     | SV Transvaal | 0-0  | 0-1    | 0-1    |

1- Sinnamary abandonó el torneo antes de jugar el partido de vuelta.